# كريستيان راب (لاعب هوكي الجليد)
كريستيان راب (بالفنلندية: Christian Rapp)‏ هو لاعب هوكي الجليد فنلندي، ولد في 22 مايو 1928 في هلسنكي في فنلندا، وتوفي في 4 يوليو 2004 في إسبو في فنلندا.

## وصلات خارجية
- كريستيان راب على موقع EliteProspects.com (الإنجليزية)
- كريستيان راب على موقع أوليمبيديا (الإنجليزية)